# 高山みなみ
高山 みなみ（たかやま みなみ、1964年〈昭和39年〉5月5日 - ）は、日本の女性声優、歌手、ナレーター、作曲家。東京都足立区出身。81プロデュース所属。ES CONNEXIONおよびTWO-MIXのメインヴォーカル。本名は新井 泉（あらい いずみ）。
代表作である『名探偵コナン』（江戸川コナン）、『剣勇伝説YAIBA』・『真・侍伝 YAIBA』（鉄刃）の原作者で漫画家の青山剛昌は元夫。
その他の代表作に『魔女の宅急便』（キキ、ウルスラ）、『忍たま乱太郎』（猪名寺乱太郎）、『ドラえもん（テレビ朝日版第2期）』（スネ夫のママ）。

## 経歴

### 生い立ち
一般家庭よりも芸能界に近かったこと、母が高山の芸能界入りを考えていたこともあり、幼少の頃よりバレエ、日本舞踊、声楽などを習う。子供の頃は通知表に書かれるほど正義感が強く、向いていると考えた警察官になることを目指していた。卒業文集の将来の夢を書く欄には、「警察官になりたい」と書いていた。交通安全指導で腹話術が必要であると思い、中学校時代の1978年に劇団ひまわりに入団、4年間在籍した。しかし実際には芸能界入りは親の意向であり高山はその気はなく敷かれたレールを走らされているように感じ、腹話術のことは演技の勉強をさせるための理由付けで自分が考え出したものではなかった。高校時代にラジオ『はしゃいで○○大放送』のディスクジョッキーコンテストの女子中高生DJコンテストで優勝、ラジオ好きで自由なトークへの魅力や声の仕事を面白く感じてDJになることを考えた。

### キャリア
東京都立足立西高等学校卒業後、DJになる方法がわからず芝居を続けるために日本工学院専門学校演劇科に入学するが、先行きが不安になり芝居一切を止めようと中退して一時はOLとして働いていたものの、電話を取り次いだときに相手から「いい声だね」と褒められたことがきっかけで22歳で声優を目指し、1985年にサンハウスミュージック声優部に入所するが、その後に知り合ったマネージャーに声の仕事がしたいならうちに来ないかと誘われ1986年9月より81プロデュースに入所、3年の新人期間のうち2年で芽が出なければ諦めてくれと言われ1年で結果を出そうと決心する。
当初はヒロイン役のオーディションを受けていたが、可愛らしく読もうとしても「もっと女の子らしく」と別々の音響監督から言われ、3回連続で落ちたことからヒロインは向いていないのかもしれないとマネージャーに相談して少年役のオーディションを受けることになる。1987年に『学園特捜ヒカルオン』の女子生徒役でデビュー。その後少年役を回してもらうようになって3回目で『ミスター味っ子』の味吉陽一役で初主演を果たした。
1989年には、アニメ映画『魔女の宅急便』でキキとウルスラの二役にも抜擢され、作品もヒット、一人二役は急遽決まったことで新人の自分には責任が持てないと断ろうとしたが宮崎駿から「責任は自分が持つから安心して」と言われ、自分が持てる限りのアンテナを駆使して挑戦、声優としての転機になった作品であった。
ところが、このことで大役でないと受けてもらえないと思われ一時的に仕事が激減、レギュラーが『らんま1/2』シリーズの天道なびき役のみという時期もあり、落ち込むが気を取り直して近所でアルバイトを始め、1990年代に入ると、『楽しいムーミン一家』（ムーミン役）、『まじかる☆タルるートくん』（江戸城本丸役）、『剣勇伝説YAIBA』（鉄刃役）など、少年役を中心に多くの作品で主人公・主要キャラクターを演じるようになり、人気も定着。特に主役を演じている『忍たま乱太郎』の猪名寺乱太郎役と『名探偵コナン』の江戸川コナン役は、それぞれ1993年・1996年の放送開始から20年以上続いており、幅広い世代に高山の声が認知されることとなった。2007年には『ゲゲゲの鬼太郎（第5作）』で鬼太郎役、2010年には『デジモンクロスウォーズ』で工藤タイキ役をそれぞれ担当。
2011年には、第5回声優アワードにおいてシナジー賞（『名探偵コナン』）を受賞した。
2017年1月9日、テレビ朝日にて放映された『人気声優200人が本気で選んだ!声優総選挙!3時間SP』で第7位に選ばれる。

## 特色

### 声優
役柄としては、少年役で知られているが、女性役も多く演じることもある。
桝田省治ディレクションのゲームには、必ず参加している。これは、桝田省治が『天外魔境II』の開発の際、声優としての力量・人気を認めていたにもかかわらずセリフの少ない端役に使ってしまったことを後悔しているためだという。

### 歌手活動
ES CONNEXIONや、TWO-MIX、高山美瑠とTWO-MIXとで高山美瑠 with TWO-MIXや高山美瑠とのユニットM★TWO-MinaMiru-として音楽活動も行う。『新機動戦記ガンダムW』の主題歌などで歌手として歌声を披露する一方、作曲も行っている。『名探偵コナン』第81話（1997年11月17日放送）では、TWO-MIX本人として永野椎菜と共にキャラクターとして登場した回もあり、同アニメのオープニングテーマを歌っていた時期もある。
また、2005年にはジョー・リノイエを迎え入れ、II MIX⊿DELTAとして2007年にアニメ『キスダム -ENGAGE planet-』の主題歌を手がける。

## 人物・エピソード
特技は料理。趣味は散歩。
自身の長所を「のんびりしている」、短所を「のんびりし過ぎている」と評している。
叔父は元新日本プロレス専務取締役の新間寿。
恩師のように敬愛する人物として、デビュー時から世話になっていた飯塚昭三を挙げている。共演作である『忍たま乱太郎』のスタジオでは恩返しをしている気持ちであったといい、飯塚が稗田八方斎役を降板するまでやり取りができて幸せであったと語っている。また、一龍斎貞友によると飯塚は見事にサポートをしており、高山の言うことは必ず聞いて頼りにしていたという。
上述の仕事が激減していた際、唯一のレギュラーとして支えになっていたことから、思い入れの深い役柄の1つに天道なびきを挙げている。
芸名の由来は81プロデュースの代表取締役社長の南沢道義のほうから「ミナミ」の一字をもらい、あとは自分で字画を考えて付けた。「みなみ」という名前自体は好きだという。

### 『名探偵コナン』関連
2005年5月5日、主演を務めた『剣勇伝説YAIBA』・『名探偵コナン』の原作者である漫画家の青山剛昌と誕生日に結婚。しかし、2007年12月10日に離婚していたことが報道された。ただしその後も「『名探偵コナン』の原作者と主演声優」としての関係は良好に続いており、現在も疎遠な仲ではない。結婚の際に贈られた愛猫・カイトは高山が引き取って飼い続けており、ブログでも元気な様子が報告されている。
『名探偵コナン 沈黙の15分』の公開初日の舞台挨拶で震度4の地震が発生。とっさの判断で「地震、落ち着け〜。大丈夫、コナンがついてるからね」とコナンの声で子どもたちを落ち着かせた。
コナンについては番組開始から長年演じ続けていることから、インタビューの度に「体の一部になっている」と公言している。年間スケジュールが『コナン』で決まっていくこともあり、座長として年に1回の旅行やバーベキューの計画を立てるなどして毛利蘭役の山崎和佳奈らレギュラー共演者らとはアットホームな関係になっており、自身のライフワークに挙げている。
コナン役は青山の前作『YAIBA』で鉄刃を演じていたためにイメージがしやすく、青山も「ぜひ」と言ったことから、オファーを受けて決まった。
コナンを演じる時に、特に気を付けていることは1日がものすごく濃いが、常に「半年しかたってねーよ」と思っていることだという。2016年時点ではコナンの身体が幼児化されたあの日から、蘭を20年も待たせているように見えるが、「そんなことはないぞ」と語る。
役作りで苦労することはコナンが知っているところまでしか、情報を入れないようにしている。誰かが先を知っていたとしても聞けず、答えや未来を知ってしまうと、通じさせる演技になりそうだという。先がわからないからこそ、真剣に考え、向き合え、楽しいという。
もともと警察官の中の捜査一課の刑事になりたいと思っていたことから探偵物にとても興味を持っており、実際のプロファイリングなどにも興味があり、ノンフィクション系の事件ファイルや犯罪心理学のものなど沢山の本を所有している。また作中の事件トリックが本当に出来ることなのかどうかが気になり、留守番電話のテープを引き出しておいて、本の下に鍵を滑り込ませる方法（単行本18、19巻）を試していたり、灰原哀役の林原めぐみとの間でも謎解きの話をよくしている。
セロハンテープをドアのU字ロックに貼り付けて、ドアの隙間を通して引っ張って密室を作る方法（SSC8巻 FilE6）を新潟で一泊したキャスト陣に試して欲しいことを頼んでいて、実際に出来ることが判って大騒ぎになったと聞いている。「自分がその場にいなかったのは残念でしたが、本当に出来ちゃったんですよ、密室が！ただ、テープの跡はしっかり残るそうなので、見破られますね（笑）」と述べている。
携帯電話の電波の入らない状況を狙った犯行のトリック（SSC30巻 FILE2）高木と佐藤が被疑者を護送している間、新幹線のトイレで被疑者が殺害されてしまう事件。三島から熱海の辺りでは、携帯が圏外になってしまうことが前提だったため、「そうだったっけ？」と思ってトンネルで電波状況を確認したとのこと。「そうしたら、本当にブチブチと途切れ途切れになったり、全然通じなくなってしまって、確認できました（笑）。今はもうすっかり携帯も通じるようになったので、あれは通用しませんね。20年の間に時代が変わったのは当たり前ですよね。以前のトリックが使えなくなったのは、ちょっと寂しい気もしますが…」と述べている。
『コナン』の中で思い出に残るエピソードは『ピアノソナタ『月光』殺人事件』、『謎めいた乗客（後編）』を挙げており、特に犯人の自殺を止められなかった唯一のエピソードである『ピアノソナタ『月光』殺人事件』はインタビューの度に「忘れてはいけない事件」として語っている。

### 『忍たま乱太郎』関連
コナンは自分の地と変わらないキャラクターとしている一方で、乱太郎は視力が悪い、走るのが速い、絵が上手いなど自分にないものを持っているキャラクターだと語っている。それぞれ別の魅力があり、演じる上で大変さは全くなく、演じ分けの苦労も全くないという。
乱太郎は自身とは遠いキャラクターだが、演じていて楽しいと語っており、演じる上ではもう意識することは何もなく、あの顔と仕草で出てきてしまうという。放送開始当時は初めての眼鏡キャラ、能天気なキャラと経験のないタイプだったので自信がなかったという。
『コナン』と同様に長く続いている作品であることから、「アルバムのような作品です。普段忘れていても、何かきっかけがあって写真を見たら頭に浮かぶように、何かワードが出てきたら思い出せる」と思いを語っている。新シーズンが始まると「は組のみんながそろったら宴会だね」と一年は組の声優陣で宴会をするなど、『忍たま乱太郎』の共演者とも良好な関係を築いている。
第3次オーディションでは乱太郎役以外にもきり丸役も受けていた。
『忍たま乱太郎』で好きなエピソードとして、『劇場版アニメ 忍たま乱太郎 忍術学園 全員出動!の段』を挙げている。あまり自覚していない感じだったが、「人のためになることがしたいんだ」という乱太郎の姿が印象に残ってるといい、「そんな乱太郎が好きですし、乱太郎が保健委員で本当によかったと改めて思いました」と語っている。

## 出演
太字はメインキャラクター。

### テレビアニメ
1987年
- 機甲戦記ドラグナー（子供A）
- ミスター味っ子（1987年 - 1989年、味吉陽一）

1988年
- ウルトラB（ピッチャー、ミチオザル、奥さん）
- 小公子セディ（ロイ）
- それいけ!アンパンマン（1988年 - 2024年、かみなりぴかたん、パラソルこぞう〈初代〉、カイトくん、焼きどうふくん〈初代〉、シャルロットさん 、フランケンロボくん〈2代目〉他）
- 超音戦士ボーグマン（シロウ）
- のらくろクン（弟）
- 魔神英雄伝ワタル（キクオ、イチロー）

1989年
- 青いブリンク（裁判長、キャット）
- おぼっちゃまくん（1989年 - 1990年、チャルバー、志摩）
- シティーハンター3（浅岡明）
- ダッシュ!四駆郎（源太、日向）
- 小さなアヒルの大きな愛の物語 あひるのクワック（プーダー）
- 魔動王グランゾート（カイ）
- らんま1/2（1989年 - 1992年、天道なびき、チアガール、女子生徒、安吉〈少年時代〉） - 2シリーズ

1990年
- 美味しんぼ（夢見テルエ）
- NG騎士ラムネ&40（カンフー）
- 昆虫物語 みなしごハッチ（ノンノ、クマ吉）
- 楽しいムーミン一家（1990年 - 1991年、ムーミン・トロール、ムーミンパパ〈少年期〉） - 2シリーズ
- 八百八町表裏 化粧師（少年）
- PEACH COMMAND 新桃太郎伝説（スーイン）
- ピグマリオ（パルパオ）
- まじかる☆タルるートくん（1990年 - 1992年、江戸城本丸、吾助どん）
- 魔法のエンジェルスイートミント（エルム、木馬）
- もーれつア太郎（ケン坊）
- YAWARA! a fashionable judo girl!（小林選手）

1991年
- アニメひみつの花園（コリン、パティ）
- ウルトラマンキッズ 母をたずねて3000万光年（1991年 - 1992年、ター）
- おばけのホーリー（香織）
- OH!MYコンブ（なべやきコンブ）
- 緊急発進セイバーキッズ（ミッシェル）

1992年
- お〜い!竜馬（坂本竜馬〈少年時代〉、坂本春猪、池田寅之進）
- クッキングパパ（荒岩誠、荒岩みゆき）
- クレヨンしんちゃん（1992年 - 、おケイ〈本田ケイ子〉、アナウンサー、アクション仮面のナレーション、ママ）
- 超電動ロボ 鉄人28号FX（フランケン・シュタイナー〈少年〉）
- チロリン村物語（ピーコ）
- ツヨシしっかりしなさい（石川舞 他）
- 姫ちゃんのリボン（上倉一子、小林森太郎、ジュライ）
- 炎の闘球児 ドッジ弾平（真行寺琢磨）

1993年
- 剣勇伝説YAIBA（1993年 - 1994年、ヤイバ）
- 疾風!アイアンリーガー（アンプ）
- しましまとらのしまじろう（妖精の王女様）
- ジャングルの王者ターちゃん♡（リサ・コーガン、エリザ）
- 忍たま乱太郎（1993年 - 2025年、乱太郎）
- 若草物語 ナンとジョー先生（トミー・バングズ）

1994年
- カラオケ戦士マイク次郎（1994年 - 1995年、鈴木次郎）
- 超くせになりそう（NAGISA）
- 魔法騎士レイアース（アスコット）
- モンタナ・ジョーンズ（クビライ）
- 幽☆遊☆白書（1994年 - 1995年、軀）

1995年
- アニメ世界の童話（ピノキオ）
- 鬼神童子ZENKI（速水一恵）
- ドッカン!ロボ天どん（釜田グラタン）
- めざましテレビ（めざましくん）
- ズッコケ三人組 楠屋敷のグルグル様（ハカセ）

1996年
- イーハトーブ幻想〜KENjIの春（哲男）
- エルフを狩るモノたち（レイピア）
- 天空のエスカフローネ（ディランドゥ・アルバタウ / セレナ・シェザール、シド・ザール・フレイド）
- みどりのマキバオー（飯富勝）
- 名探偵コナン（1996年 - 、江戸川コナン / 工藤新一〈幼少時代〉、高山みなみ、中森青子〈2代目〉、ゴロ）

1998年
- EAT-MAN'98（セルマ）
- ガサラキ（安宅燐）
- 剣風伝奇ベルセルク（少年グリフィス）

1999年
- シティーハンター 緊急生中継!? 凶悪犯冴羽獠の最期（朝霧さやか、サユリ・クラウディア）
- ジバクくん（シルバ〈少女時代〉）
- 星方天使エンジェルリンクス（セク、レタリー）
- それゆけ!宇宙戦艦ヤマモト・ヨーコ（山本洋子、山本洋介）
- ポケットモンスター（1999年 - 2001年、ヒロシ）

2000年
- 人造人間キカイダー THE ANIMATION（坂本千草）
- だぁ!だぁ!だぁ!（ルゥの友達）
- マシュランボー（マシュラ / マシュランボー / ゴッドマシュラ、サタンマシュランボー）
- モンスターファーム〜伝説への道〜（サンドラ）
- 闇の末裔（水無瀬聖）
- ONE PIECE（ハムウ）

2001年
- The Soul Taker 〜魂狩〜（伊達水脈）
- 砂漠の海賊!キャプテンクッパ（ズッパ）
- シャーマンキング（第1作）（ハオ / 麻倉葉王）
- タッチ CROSS ROAD〜風のゆくえ〜（アリス）
- PROJECT ARMS（2000年 - 2001年、久留間恵）
- 魔法戦士リウイ（ジーニ）

2002年
- アソボット戦記五九（魅音）
- 攻殻機動隊 STAND ALONE COMPLEX（黒羽）
- サイボーグ009 THE CYBORG SOLDIER（アルテミス）
- 十二国記（梨耀）
- 星のカービィ（2002年 - 2003年、ナックルジョー）

2003年
- アストロボーイ・鉄腕アトム（真一）
- SPACE PIRATE CAPTAIN HERLOCK（レニ博士）
- 高橋留美子劇場（おばちゃん）
- 高橋留美子劇場 人魚の森（真魚）
- 花田少年史（中嶋貴人）
- ポケットモンスター サイドストーリー（2003年 - 2004年、ヒロシ）

2004年
- かいけつゾロリ（チンク）
- 今日からマ王!（フォンカーベルニコフ卿アニシナ）
- 攻殻機動隊 S.A.C. 2nd GIG（チャイ）
- マリア様がみてる（先代ロサ・ギガンティア）

2005年
- DIGITAL MONSTER X-evolution（ドルモン / ドルガモン / ドルグレモン / アルファモン）
- ドラえもん（テレビ朝日版第2期）（2005年 - 、スネ夫のママ、スネ太郎のママ / スネ夫の妻、おばさんB）
- BLACK CAT（ちびっこトレイン）

2006年
- 史上最強の弟子ケンイチ（南條キサラ）
- 獣王星（トール〈少年期〉、ラーイ）
- D.Gray-man（アニタ）
- 天保異聞 妖奇士（河鍋狂斎）

2007年
- 機神大戦ギガンティック・フォーミュラ（ラヴィーナ・カーン）
- CLAYMORE（イレーネ）
- ゲゲゲの鬼太郎（第5作）（2007年 - 2009年、鬼太郎、子ぬりかべ 他）
- 魔人探偵脳噛ネウロ（アヤ・エイジア）
- もっけ（榎本）

2008年
- 機動戦士ガンダム00（カティ・マネキン、赤ハロ、ダビッド）
- ゴルゴ13（ドール）
- スケアクロウマン（トム）
- ポルフィの長い旅（レベッカ）

2009年
- GA 芸術科アートデザインクラス（笹本〈殿〉）
- 鋼の錬金術師 FULLMETAL ALCHEMIST（エンヴィー）
- ルパン三世VS名探偵コナン（江戸川コナン）

2010年
- 怪談レストラン（水の精）
- テガミバチ REVERSE（レイ・アトリー）
- デジモンクロスウォーズ（2010年 - 2012年、工藤タイキ） - 3シリーズ
- ハートキャッチプリキュア!（2010年 - 2011年、ダークプリキュア）
- まじっく快斗（2010年 - 2014年、江戸川コナン） - 2シリーズ

2011年
- ダンタリアンの書架（ポーラ・ディッキンソン）
- ポケットモンスター ベストウイッシュ（2011年 - 2012年、ルーク）

2012年
- 戦姫絶唱シンフォギア（2012年 - 2013年、天羽奏） - 2シリーズ
- プリティーリズム・ディアマイフューチャー（ヨンファ）

2013年
- 宇宙兄弟（ナレーション）
- プリティーリズム・レインボーライブ（涼野結）

2014年
- 団地ともお（岡松）
- 名探偵コナン 江戸川コナン失踪事件 〜史上最悪の2日間〜（江戸川コナン）

2015年
- ちびまる子ちゃん（明子）
- ワンパンマン（2015年 - 2019年、童帝） - 2シリーズ

2016年
- ダンガンロンパ3 -The End of 希望ヶ峰学園-（日向創 / カムクライズル）
- 忍たま乱太郎の宇宙大冒険 with コズミックフロント☆NEXT（2016年 - 2020年、乱太郎）
- 僕だけがいない街（藤沼佐知子）
- 名探偵コナン エピソード“ONE” 小さくなった名探偵（江戸川コナン）
- 名探偵コナン コナンと海老蔵 歌舞伎十八番ミステリー（江戸川コナン）

2017年
- リトルウィッチアカデミア（ネルソン）
- 笑ゥせぇるすまんNEW（静岡希美）

2019年
- ジモトがジャパン（2019年 - 2020年、日ノ本ジャパン）

2020年
- 戦乙女の食卓（2020年 - 2021年、フカ） - 2シリーズ

2021年
- SHAMAN KING（2021年 - 2022年、ハオ）
- ゾンビランドサガ リベンジ（大空ライト）
- 舞妓さんちのまかないさん（2021年 - 2022年、健太）
- 名探偵コナン 警察学校編 Wild Police Story（2021年 - 2023年、江戸川コナン）

2022年
- トモダチゲーム（マナブくん）
- 名探偵コナン 本庁の刑事恋物語〜結婚前夜〜（江戸川コナン）
- パズドラ（2022年 - 2025年、ギンガ）
- 名探偵コナン 犯人の犯沢さん（江戸川コナン）

2024年
- SHAMAN KING FLOWERS（ハオ）
- らんま1/2 (2024)（天道なびき）

2025年
- 真・侍伝 YAIBA（鉄刃）

### 劇場アニメ
1988年
- はれときどきぶた

1989年
- 魔女の宅急便（キキ、ウルスラ）

1991年
- それいけ!アンパンマン とべ! とべ! ちびごん（ちびごん）
- まじかる☆タルるートくん（江戸城本丸）
- まじかる☆タルるートくん 燃えろ!友情の魔法大戦（江戸城本丸）
- らんま1/2 中国寝崑崙大決戦! 掟やぶりの激闘篇!!（天道なびき）

1992年
- 風の大陸（ラクシ〈アルン・アーダ〉）
- 楽しいムーミン一家 ムーミン谷の彗星（ムーミン）
- 地球を救え!なかまたち ちびねこトムの大冒険（アレックス）
- まじかる☆タルるートくん すき・すき♡タコ焼きっ!（江戸城本丸）
- らんま1/2 決戦桃幻郷! 花嫁を奪りもどせ!!（天道なびき）

1994年
- グスコーブドリの伝記（ブドリ〈幼年期〉、ネリ〈幼年期〉）
- らんま1/2 超無差別決戦! 乱馬チームVS伝説の鳳凰（なびき）

1995年
- KAZU&YASU ヒーロー誕生（三浦知良〈少年期〉）
- 劇場版スレイヤーズ（ちびラウディ）
- 耳をすませば（高坂先生）

1996年
- 映画 忍たま乱太郎（乱太郎）
- チョッちゃん物語（黒柳明児）
- ルパン三世 DEAD OR ALIVE（オーリエンダー）

1997年
- 名探偵コナン（1997年 - 2025年、江戸川コナン） - 28作品

2000年
- エスカフローネ（ディランドゥ）

2001年
- アリーテ姫（アンプル）

2002年
- えっちゃんのせんそう（えつこ）

2004年
- 劇場版 金色のガッシュベル!! 101番目の魔物（ガッシュの母）

2006年
- 映画ドラえもん のび太の恐竜2006（スネ夫のママ）

2007年
- ねずみ物語 〜ジョージとジェラルドの冒険〜（ジョージ）

2008年
- 劇場版 ゲゲゲの鬼太郎 日本爆裂!!（鬼太郎）
- ゲゲゲまつりだ!!五大鬼太郎（五期鬼太郎）
- 超劇場版ケロロ軍曹3 ケロロ対ケロロ天空大決戦であります!（シヴァヴァ）
- HIGHLANDER ハイランダー 〜ディレクターズカット版〜（ジョー）

2010年
- 劇場版 機動戦士ガンダム00 -A wakening of the Trailblazer-（カティ・マネキン）

2011年
- 劇場版アニメ 忍たま乱太郎 忍術学園 全員出動!の段（乱太郎）

2013年
- リトル ウィッチ アカデミア（教官）
- ルパン三世VS名探偵コナン THE MOVIE（江戸川コナン）

2014年
- 楽園追放 -Expelled from Paradise-（ヴェロニカ クリコワ）

2015年
- クレヨンしんちゃん オラの引越し物語 サボテン大襲撃（おケイ）
- ラブライブ!The School Idol Movie（女性シンガー）

2020年
- モンスターストライク THE MOVIE ルシファー 絶望の夜明け（カエサル）

2022年
- かがみの孤城（マサムネ / 政宗青澄）

2024年
- 劇場版 忍たま乱太郎 ドクタケ忍者隊最強の軍師（乱太郎）

2025年
- LUPIN THE IIIRD THE MOVIE 不死身の血族

### OVA
1987年
- 学園特捜ヒカルオン（女生徒）
- デビルマン 誕生編

1989年
- イース（フィーナ、アドル〈幼年期〉）
- エクスプローラーウーマン・レイ（橘真魅）
- 魔狩人 デーモンハンター（六道夜魔）

1990年
- A-Ko The VS/GRAY SIDE / BLUE SIDE（C子の付き人、少年のゲイル）
- 少年アシベ（芦屋アシベ）
- SOL BIANCA（ジャニー）
- はないちもんめ（高田のぶお）
- 冒険!イクサー3（アトロス）
- ライトニングトラップ レイナ&ライカ（リョウ）
- Licca ふしぎな不思議なユーニア物語（病精）

1991年
- スローステップ（中里美夏）
- SOL BIANCA2（ジャアニ）
- 人魚の森（真魚）
- YAIBA（YAIBA）
- ロードス島戦記（シーリス）

1992年
- イース 天空の神殿〜アドル・クリスティンの冒険〜（フィーナ）
- 源氏（永見）

1993年
- アニメ・アート・ビデオ・コレクション「ジャックと豆の木」（ジャック）
- アルプスの少女ハイジ 総集編（チネッテ）
- THE八犬伝 新章（犬坂毛野〈2代目〉）
- 人魚の傷（真魚）
- らんま1/2 シャンプー豹変! 反転宝珠の禍（天道なびき）
- らんま1/2 天道家 すくらんぶるクリスマス（天道なびき）

1994年
- コズミック・ファンタジー 銀河女豹の罠（ユウ）
- 疾風!アイアンリーガー 銀光の旗の下に（1994年 - 1995年、アンプ）
- らんま1/2（天道なびき）
  - あかねVSらんま お母さんの味は私が守る!
  - 学園に吹く嵐! アダルトチェンジひな子先生
  - 道を継ぐ者
  - SPECIAL よみがえる記憶 前篇（天道なびき、少年時代の真之介）

1995年
- 精霊使い（瑣織）
- らんま1/2 SUPER（天道なびき）
  - ああ呪いの破恋洞! 我が愛は永遠に
  - 邪悪の鬼

1996年
- 地獄堂霊界通信（椎名裕介）
- それゆけ!宇宙戦艦ヤマモト・ヨーコ（山本洋子）
- 超特急ヒカリアン（のぞみ）
- らんま1/2 SUPER 二人のあかね「乱馬、私を見て!」（天道なびき）

1997年
- AIKa（ゴールデン〈ビアンカ〉）
- レイアース（アスコット）

1998年
- サイキックフォース（エミリオ・ミハイロフ）
- 鉄拳 -TEKKEN-（ニーナ・ウィリアムズ、少年時代の一八）
- 名探偵コナン 不思議実験やってみよう！（江戸川コナン）
- 名探偵コナン 科学館 謎の招待状事件（江戸川コナン）

1999年
- 青山剛昌短編集2「ちょっとまってて」（麻巳子）
- 青山剛昌短編集2「夜空に飛び立つ10個の惑星」（工藤新一〈幼年〉）
- 名探偵コナン 縄文体験やってみよう！（江戸川コナン）

2000年
- 名探偵コナン コナンvsキッドvsヤイバ 宝刀争奪大決戦!!（江戸川コナン、鉄刃）
- 名探偵コナン インターネット謎のメール事件（江戸川コナン）

2001年
- 名探偵コナン ピラミッドからの挑戦状！（江戸川コナン）
- 名探偵コナン 謎のすい星怪獣を追え！（江戸川コナン）

2002年
- .hack//GIFT（ミア）
- マクロス ゼロ（ノーラ・ポリャンスキー）
- 名探偵コナン 16人の容疑者!?（江戸川コナン）
- 名探偵コナン 古代恐竜の謎に迫れ！（江戸川コナン）

2003年
- サクラ大戦 エコール・ド・巴里（サリュ）
- .hack//GIFT（ミア）
- 名探偵コナン コナンと平次と消えた少年（江戸川コナン）
- 名探偵コナン 町探検！動物マークをゲットせよ！（江戸川コナン）

2004年
- 名探偵コナン コナンとキッドとクリスタルマザー（江戸川コナン、中森青子）

2005年
- 名探偵コナン 標的は小五郎!!探偵団マル秘調査!!（江戸川コナン）

2006年
- 名探偵コナン 消えたダイヤを追え!コナン・平次vsキッド!（江戸川コナン）

2007年
- 今日からマ王! R（フォンカーベルニコフ卿アニシナ）
- ツバサ TOKYO REVELATIONS（那託 / 霞月）
- 名探偵コナン 阿笠からの挑戦状! 阿笠vsコナン&少年探偵団!!（江戸川コナン）

2008年
- 名探偵コナン
  - 女子高生探偵 鈴木園子の事件簿（江戸川コナン）
  - MAGIC FILE2 工藤新一 謎の壁と黒ラブ事件（江戸川コナン〈ナレーション〉）

- やなせたかしメルヘン劇場 しっぽのうた（けんちゃん）

2009年
- COBRA THE ANIMATION コブラ タイム・ドライブ（エメラルダ）
- 名探偵コナン
  - 10年後の異邦人（江戸川コナン）
  - MAGIC FILE3 新一と蘭・麻雀牌と七夕の思い出（江戸川コナン、工藤新一〈少年時代〉）

2010年
- 名探偵コナン（江戸川コナン）
  - KID in TRAP ISLAND
  - MAGIC FILE4 大阪お好み焼きオデッセイ

- らんま1/2 悪夢!春眠香（天道なびき）

2011年
- テイルズ オブ シンフォニア THE ANIMATION（2011年 - 2012年、ミトス） - 2シリーズ
- 名探偵コナン（江戸川コナン）
  - MAGIC FILE2011 新潟〜東京 おみやげ狂騒曲
  - ロンドンからの秘指令（江戸川コナン）

2012年
- 史上最強の弟子ケンイチ（2012年 - 2014年、南條キサラ） - 単行本47・55巻特別版付属DVD
- 名探偵コナン（江戸川コナン）
  - えくすかりばあの奇跡
  - BONUS FILE ファンタジスタの花

2013年
- 名探偵コナン びっくり生き物大集合！（江戸川コナン）

2014年
- 進撃の巨人 突然の来訪者〜苛まれる青春の呪い〜（ジャンの母） - 原作第13巻限定版
- ムシブギョー（寅吉） - 「常住戦陣!!ムシブギョー」単行本第15巻OVA付き特別版

### Webアニメ
- めぐみ（2008年、横田めぐみ[124]）
- 名探偵コナン vs Wooo（2011年、江戸川コナン）
- 名探偵コナン 逃亡者・毛利小五郎（2014年、江戸川コナン）
- モンスターストライク（2019年、カエサル[125]）
- ブラックチャンネル（2021年・2024年、江戸川コナン）
- 人形学園（2022年、精衛の翼[126]、識の律者、フカ）
- 大槌超神楽ダイハンマー（2024年、大槌みとら）
- T・Pぼん（2024年、少年）

### ゲーム
1990年
- コズミック・ファンタジー 冒険少年ユウ（ユウ、リーナ）
- SOL BIANCA（ジャーニー）
- らんま1/2（天道なびき）※PCエンジン版

1991年
- コズミック・ファンタジー2 冒険少年バン（ユウ）
- らんま1/2 とらわれの花嫁（天道なびき）

1992年
- クイズの星（星丸）
- コズミック・ファンタジー・ストーリーズ（ユウ、リーナ）
- コズミックファンタジー ビジュアル集（ユウ）
- コズミック・ファンタジー3 冒険少年レイ（ユウ）
- 天外魔境II 卍MARU（まつり）
- 魔法の少女シルキーリップ（寺岡茶子）
- らんま1/2 打倒、元祖無差別格闘流!（天道なびき）

1993年
- 機装ルーガ（リンナ）
- 天外魔境 風雲カブキ伝（まつり）
- らんま1/2 白蘭愛歌（天道なびき）※メガCD版

1994年
- コズミック・ファンタジー4 銀河少年伝説突入編 伝説へのプレリュード（ユウ）
- コズミック・ファンタジー4 銀河少年伝説激闘編 光の宇宙の中で…（ユウ）

1995年
- 風の伝説ザナドゥII（プロスタ）
- ガンナーズヘヴン（ラクエル）
- 魔法騎士レイアース（アスコット）※セガサターン版、スーパーファミコン版
- 幽☆遊☆白書FINAL 魔界最強列伝（軀）
- リンダキューブ（リンダ）

1996年
- サイキックフォース（エミリオ・ミハイロフ）
- バーチャファイター3（パイ・チェン）
- ポポロクロイス物語（ピエトロ）
- メルティランサー 〜銀河少女警察2086〜（ノワール）

1997年
- エルフを狩るモノたち -完全版-（レイピア）
- サイキックフォース パズル大戦（エミリオ・ミハイロフ）
- 天空のエスカフローネ（ディランドゥ、シド、セレナ）
- ネクストキング 恋の千年王国（チコリ）
- バーチャファイター3 tb（パイ・チェン）
- 悠久幻想曲（リサ・メッカーノ）
- リフレインラブ 〜あなたに逢いたい〜（結城蘭）
- リンダキューブ アゲイン（リンダ）

1998年
- サイキックフォース2012（エミリオ・ミハイロフ）
- 玉繭物語（マーブ）
- ポポローグ（ピエトロ、少年時代のパウロ）
- 名探偵コナン（コナン、涼子）※PS版
- リンダキューブ 完全版（リンダ）

1999年
- élan（アマネ）
- 俺の屍を越えてゆけ（黄川人、お地母の木実、野分の前）
- サーカディア（ナビ）
- デジモンワールド（主人公）
- BOY×BOY 〜私立光稜学院誠心寮〜（椎名千尋）
- ぼくのなつやすみ（ガッツ）
- リモートコントロールダンディ（王座守）

2000年
- 名探偵コナン 3人の名推理（江戸川コナン）

2001年
- 暴れん坊プリンセス（フィル・キール）
- サクラ大戦3 〜巴里は燃えているか〜（サリュ）
- スタートリングアドベンチャーズ 空想3×大冒険（パーフリング）
- バーチャファイター4（パイ・チェン）
- 指極星（シリウス・セン・エトワールフィクス）

2002年
- GetBackers -奪還屋-〜奪われた無限城〜（MAKUBEX）
- シャーマンキング スピリット オブ シャーマンズ（ハオ）
- シャーマンキング 超・占事略決3（ハオ）
- .hack Vol.1 - 4（ミア）
- バーチャファイター4 エボリューション（パイ・チェン）
- ぼくのなつやすみ2 海の冒険篇（タケシ）
- 名探偵コナン 最高の相棒（江戸川コナン）

2003年
- シャーマンキング ソウルファイト（ハオ）
- テイルズ オブ シンフォニア（ミトス・ユグドラシル）
- ロックマンX7（アクセル）

2004年
- ガングレイヴO.D.（スパイク・ヒュービー）
- シャーマンキング ふんばりスピリッツ（ハオ）
- バーチャファイター4 ファイナルチューンド（パイ・チェン）
- 名探偵コナン 大英帝国の遺産（江戸川コナン）
- ロックマンX コマンドミッション（アクセル）
- 我が竜を見よ（メグ）

2005年
- 第3次スーパーロボット大戦α 終焉の銀河へ（ルアフ・ガンエデン）
- ぼくらのかぞく（健ちゃん）
- 幽☆遊☆白書FOREVER（軀）
- ロックマンX8（アクセル）

2006年
- 今日からマ王! おれさまクエスト（フォンカーベルニコフ卿アニシナ）
- クレヨンしんちゃん 最強家族カスカベキング うぃ〜（おケイ）
- バーチャファイター5（パイ・チェン）

2007年
- ゲゲゲの鬼太郎 妖怪大運動会（鬼太郎）
- 史上最強の弟子ケンイチ 激闘!ラグナレク八拳豪（南條キサラ）
- テイルズ オブ ファンダム Vol.2（ミトス・ユグドラシル）
- 名探偵コナン 探偵力トレーナー（江戸川コナン）
- 名探偵コナン 追憶の幻想（江戸川コナン）

2008年
- 今日からマ王! 眞マ国の休日（フォンカーベルニコフ卿アニシナ）
- ゲゲゲの鬼太郎 妖怪大激戦（鬼太郎）
- 大乱闘スマッシュブラザーズ（2008年 - 2018年、ピット、ブラックピット、Miiファイター〈タイプ8〉、ナックルジョー） - 3作品
- バーチャファイター5 R（パイ・チェン）

2009年
- SDガンダム GGENERATION（2009年 - 2019年、ハロ〈レッド〉、カティ・マネキン） - 4作品
- スーパーロボット大戦NEO（アンプ）
- 鋼の錬金術師 FULLMETAL ALCHEMIST 暁の王子（エンヴィー）
- 鋼の錬金術師 FULLMETAL ALCHEMIST 背中を託せし者（エンヴィー）
- 鋼の錬金術師 FULLMETAL ALCHEMIST 黄昏の少女（エンヴィー）
- マクロスアルティメットフロンティア（ノーラ・ポリャンスキー）

2010年
- Another Century's Episode:R（ノーラ・ポリャンスキー）
- GA 芸術科アートデザインクラス Slapstick WONDER LAND（笹本）
- デジモンクロスウォーズ　超デジカ大戦（工藤タイキ）
- .hack//Link（ミハ、マハ）
- 忍たま乱太郎 学年対抗戦パズル!の段（乱太郎）
- バーチャファイター5 ファイナルショーダウン（パイ・チェン）
- 鋼の錬金術師 FULLMETAL ALCHEMIST 約束の日へ（エンヴィー）

2011年
- クレヨンしんちゃん 宇宙DEアチョー!? 友情のおバカラテ!!
- デジモンストーリー 超クロスウォーズ レッド&ブルー（工藤タイキ）
- マクロストライアングルフロンティア（ノーラ・ポリャンスキー）
- 名探偵コナン 蒼き宝石の輪舞曲（江戸川コナン）

2012年
- 新・光神話 パルテナの鏡（ピット、ブラックピット）
- スーパーダンガンロンパ2 さよなら絶望学園（日向創）
- 第2次スーパーロボット大戦Z 再世篇（カティ・マネキン、赤ハロ）
- DEAD OR ALIVE 5（パイ・チェン）
- ヒーローズファンタジア（ジーニ）
- PROJECT X ZONE（パイ・チェン）
- 名探偵コナン 過去からの前奏曲（江戸川コナン）

2013年
- 世界名作童話 親子で読めるゲーム絵本（七夕物語）
- ダンガンロンパ1・2 Reload（日向創）
- テイルズ オブ シンフォニア ユニゾナントパック（ミトス・ユグドラシル）
- DEAD OR ALIVE 5 ULTIMATE（パイ・チェン）
- マクロス30 銀河を繋ぐ歌声（ノーラ・ポリャンスキー）
- 名探偵コナン マリオネット交響曲（江戸川コナン）

2014年
- 俺の屍を越えてゆけ2（黄川人、紅梅白梅童子、朱星ノ皇子）
- 電撃文庫 FIGHTING CLIMAX（2014年 - 2015年、パイ・チェン） - 2作品
- 名探偵コナン ファントム狂詩曲（江戸川コナン）

2015年
- ウチの姫さまがいちばんカワイイ（甘罠姫 ロビン・ダウト）
- クイズRPG 魔法使いと黒猫のウィズ（江戸川コナン）
- グランブルーファンタジー（2015年 - 2023年、サラーサ、江戸川コナン）
- DEAD OR ALIVE 5 LAST ROUND（パイ・チェン）
- PROJECT X ZONE 2:BRAVE NEW WORLD（パイ・チェン）

2016年
- 妖怪ウォッチ ぷにぷに（2016年 - 2021年、名探偵コニャン、江戸川コナン、ハオ）

2017年
- 戦姫絶唱シンフォギアXD UNLIMITED（天羽奏）
- リトルウィッチアカデミア 時の魔法と七不思議（ネルソン先生）

2018年
- 崩壊3rd（フカ、武装人形「精衛の翼」）
- テイルズ オブ ザ レイズ（ミトス・ユグドラシル）
- ぷよぷよ!!クエスト（江戸川コナン）
- ドラゴンクエストライバルズ（チャモロ）

2019年
- 幽☆遊☆白書 100％本気バトル（軀）
- モンスターストライク（2019年 - 2025年、カエサル、江戸川コナン）

2020年
- ONE PUNCH MAN A HERO NOBODY KNOWS（童帝）
- ブリガンダイン ルーナジア戦記（オーロラ）
- 北斗の拳 LEGENDS ReVIVE（パイ・チェン）
- ロックマンX DiVE（2020年 - 2022年、アクセル）

2022年
- 共闘ことばRPG コトダマン（エンヴィー、軀）
- 星のカービィ ディスカバリー
- 鋼の錬金術師 MOBILE（2022年 - 2023年、エンヴィー）

2023年
- THE KING OF FIGHTERS ALLSTAR（パイ・チェン）
- 東京放課後サモナーズ（ミカイール）

2024年
- マクロス -Shooting Insight-（ノーラ・ポリャンスキー）
- スーパーロボット大戦DD（赤ハロ）
- フェスティバトル（カエサル）

2025年
- Fate/Grand Order（ヴァジュラ）

### ドラマCD
- アレサ 〜魔法人形のレクイエム〜（ドール）
- 英単語ドリルノート FORMULA1200 BASIC【CD付】（東進ブックス）
- MとNの肖像（甘草夏彦）
- エンジェル・ハート（グラス・ハート／香瑩）
- かんなぎ家へようこそ! featuring 帯刀帯（巫遍）
- 君と僕。（松岡春〈高校生〉）
- 今日からマ王! シリーズ（フォンカーベルニコフ卿アニシナ）
  - 今日からマのつく自由業!
  - 裏・今夜はマのつく大脱走
  - 裏・明日はマのつく風が吹く
  - 閣下とマのつくラブ日記
  - 裏マDX!
  - 聖砂国DX! 往路・復路
  - マ王降誕☆すぺしゃる
  - DJCD 眞魔国放送協会 -SHK- vol.1、2、5
- CDドラマ 風の伝説ザナドゥII ヒロイン達の誕生日（神官プロスタ）
- 風の大陸 シリーズ（ラクシ）
  - 風の大陸 CDシネマ1 邂逅編 上
  - 風の大陸 CDシネマ2 邂逅編 下
- クロノクルセイド シリーズ（クロノ）
- コズミック・ファンタジー外伝 銀河商人の罠（ユウ）
- 幻想魔伝 最遊記（瑞）
- 里見☆八犬伝（犬坂毛野）
- サンダーバード秘密基地セット（チップ）
- CDドラマコレクションズ 三國志（祝融）
- シャーマンキング シリーズ
  - シャーマンキング ドラマ&キャラクターソングアルバム - 恐山ル・ヴォワール 〜prologue to shaman〜 （麻倉葉王）
  - シャーマンキング 恐山ル・ヴォワール〜au revoir〜 「陰陽の約」（ハオ / 麻倉葉王）
- 少年アリス（蜜蜂）
- 進撃の巨人 特典ドラマCD 進撃のスクールカースト（ジャンの母）
- 仙界伝封神演義 外伝新章（太上老君）
- Wジュリエット（三浦糸）
- ディアマイン（和久寺風茉）
- 電影少女 集英社CDブック（天野あい）
- 天空忍伝バトルボイジャー（コウト）
- 天体議会（銅貨）
- 天は赤い河のほとり（ユーリ・イシュタル / 鈴木夕梨）
- ドラゴンクエスト列伝 ロトの紋章（アルス）
- 忍たま乱太郎 ドラマCDシリーズ（猪名寺乱太郎）
  - 一の段 - 三の段
  - 保健委員会の段
  - 図書委員会の段
  - 用具委員会の段
  - 体育委員会の段
  - 作法委員会の段
  - 会計委員会の段
  - 火薬委員会の段
  - 生物委員会の段
  - 学級委員長委員会の段
  - 六年生の段
  - 五年生の段
  - 四年生の段
  - 三年生の段
  - 二年生の段
  - 一年は組の段
  - 一年い組＆ろ組の段
  - い組の段〜上巻〜
  - ろ組の段〜上巻〜
  - は組の段〜上巻〜
  - い組の段〜中巻〜
  - ろ組の段〜中巻〜
  - は組の段〜中巻〜
  - い組の段〜下巻〜
  - ろ組の段〜下巻〜
  - は組の段〜下巻〜
- ミスター味っ子（味吉陽一）※カセット
- 名探偵コナン 少年探偵団からの挑戦状（江戸川コナン）
- 棺担ぎのクロ。〜懐中旅話〜（クロ）
- 蓬萊学園の初恋!（紅柄りぼん）
- ふしぎ遊戯（柳宿）
- 魔神英雄伝ワタル3 CDシネマ3 摩天楼激闘篇（サンパチーノ、アララン）
- ミルククラウン（相沢和斗、ミコト）
- るろうに剣心 -明治剣客浪漫譚-（明神弥彦）
- わちふぃーるど物語 ダヤンのおいしいゆめ（ジタン）
- ワンダル・ワンダリング!（ワンダル）

### 吹き替え

#### 担当俳優・女優
イライジャ・ウッド
- 危険な遊び（マーク・エヴァンス）
- 8月のメモワール（ステュー・シモンズ）
- フリッパー（サンディ）

ミシェル・ロドリゲス
- バイオハザード（レイン・オカンポ）※フジテレビ版（デラックスエディションBD収録）
- バイオハザードV リトリビューション（クローンレイン）※テレビ朝日版（デラックスエディションBlu-ray収録）
- ワイルド・スピード（レティ・オルティス）※テレビ朝日版

ルーシー・リュー
- チャーリーズ・エンジェル（アレックス・マンディ）※ソフト版
- チャーリーズ・エンジェル フルスロットル（アレックス・マンディ）※劇場公開版
- バリスティック（シーバー）※ソフト版

#### 映画
- あの頃ペニー・レインと（ペニー・レイン〈ケイト・ハドソン〉少年期のウィリアム〈マイケル・アンガラノ〉）
- 1999年の夏休み（藤原薫〈宮島依里〉）
- エイリアンVSプレデター（アデール・ルソー〈アガト・ドゥ・ラ・ブライユ〉）
- エクソダス:神と王（マラク〈アイザック・アンドリュース〉）
- F/X2 イリュージョンの逆転（クリス・ブランドン〈ドミニク・ザンプローナ〉）※ビデオ版
- ゴーストバスターズ/アフターライフ（ポッドキャスト〈ローガン・キム〉[162]）
  - ゴーストバスターズ/フローズン・サマー[163]
- ゴーストワールド（イーニド〈ソーラ・バーチ〉）
- ザ・クラフト（ナンシー・ダウンズ〈フェアルザ・バルク〉）
- シェフ 三ツ星フードトラック始めました（パーシー〈エムジェイ・アンソニー〉）
- ジュラシック・ワールド/新たなる支配者（ソヨナ〈ディーチェン・ラックマン〉[164]）
- ジュラシック・ワールド/復活の大地（ニーナ〈フィリッピーヌ・ヴェルジュ〉[165]）
- 処刑ライダー（カップルの女性）※テレビ朝日版
- スコーピオン・キング（カサンドラ〈ケリー・ヒュー〉[166]）※DVD・ビデオ版
- スター・ウォーズ/イウォーク・アドベンチャー 勇気のキャラバン（カタリーン〈フィオヌラ・フラナガン〉）※DVD版
- スターリングラード（サーシャ・フィリポフ〈ガブリエル・トムソン〉）※DVD・ビデオ版
- スタンド・バイ・ミー（クリス・チェンバース〈リヴァー・フェニックス〉）※DVD・ビデオ版
- セブンソード（ウー・ユエンイン〈チャーリー・ヤン〉）
- ダイバージェントNEO（ジョアンナ・レイズ〈オクタヴィア・スペンサー〉）
  - ダイバージェントFINAL
- ディープエンド・オブ・オーシャン（サム・カラス/ベン・カッパドーラ〈ライアン・メリマン〉）
- テキサス・チェーンソー ビギニング（アレックス）
- 天使にラブ・ソングを2（リタ・ワトソン〈ローリン・ヒル〉）※日本テレビ版
- 200本のたばこ（ルーシー〈コートニー・ラヴ〉）
- ネバーエンディング・ストーリー 第2章（アトレーユ〈ケニー・モリソン〉）※ソフト版、テレビ朝日版
- バーチャル・ウォーズ（ピーター・パーケット）※ビデオ版
- バッフィ/ザ・バンパイア・キラー（バッフィ〈クリスティ・スワンソン〉）
- バティニョールおじさん（シモン）
- ハロウィン5 ブギーマン逆襲（ビリー・ヒル〈ジェフリー・ランドマン〉）※ビデオ版
- 羊たちの沈黙（アーディリア・マップ〈ケイシー・レモンズ〉）※テレビ朝日版
- ファイアー・ドッグ 消防犬デューイの大冒険（シェーン・フェイヒー〈ジョシュ・ハッチャーソン〉）
- フリーダ（フリーダ・カーロ〈サルマ・ハエック〉）
- フリントストーン/モダン石器時代
- フル・モンティ（ネイサン）
- ベスト・キッド（ハリー）
- ぼくが天使になった日（シャニクア）
- ぼくのバラ色の人生（リュドヴィック・ファーブル）
- ポネット（伯母さん〈クレール・ヌブー〉）
- マッキーとマック（マッキー / マック〈ゲーマ・ザンプローニャ〉）
- ミオとミラミス 勇者の剣（ユムユム / ベンカ〈クリスチャン・ベール〉）※DVD版
- 未確認生命体 MAX（ローリー〈アリー・シーディ〉）
- ミュージック・オブ・ハート（レキシー〈キーラン・カルキン〉）
- ルイスと不思議の時計（ルイス〈オーウェン・バカーロ〉[167]）
- レジェンド・オブ・アロー（グウィン〈キーラ・ナイトレイ〉）※NHK版
- ロボコップ2（ホブ・ミルズ）※ビデオ・20世紀フォックス版DVD
- ロレンツォのオイル/命の詩（ロレンツォ・オドーネ）
- ワイルドシングス（ケリー・バンライアン〈デニス・リチャーズ〉）※ソフト版
- やかまし村の子どもたち（ボッセ）

#### ドラマ
- サマンサ Who?（バレリー）
- 新スター・トレック（少年期のアレクサンダー・ロチェンコ 他）
- ツイン・ピークス（ドナ・ヘイワード〈ララ・フリン・ボイル〉）
- 美女と野獣 (1987年のテレビドラマ)（少年期のローリー〈ガーランド・スペンサー〉）
- フルハウス（#34 少年時代のジョーイ、#186 メリッサ ）
- ボーイ・ミーツ・ワールド（ショーン・ハンター〈ライダー・ストロング〉）第2シーズンまで
- 名探偵モンク シーズン3 #12（ヘイリー）
- 愉快なシーバー家（ケイト・マクドネル〈チェルシー・ノーブル〉）
- 夢見る子犬・ウィッシュボーン（ジョー・タルボット）
- ライ・トゥ・ミー 嘘は真実を語る（ミシェル・ルッソ）

#### アニメ
- X-MEN（テレビ東京版）（ラスティ）
- 劇場版 ムーミン 南の海で楽しいバカンス（ムーミン[168]）
- ザ・シンプソンズ（アディール・ホクサ）
- スター・ウォーズ 反乱者たち（チャバ）
- バットマン（シャーマン）
- ピムとポムのちっちゃな冒険（ポム）
- ポカホンタス（ナコマ）
  - ポカホンタスII/イングランドへの旅立ち
- マイリトルポニー〜トモダチは魔法〜（ダーリンドゥー）
- ムーミンパパの思い出（ムーミン、若いパパ[169]）
- モンスター・ハウス（DJ）
- リトルフットシリーズ（リトルフット）
- リトル・ポーラ・ベア/しろくまラルス 新しい冒険（リーナ）
- リトル・マーメイド（アラーナ）

### テレビドラマ
- 名探偵コナン 工藤新一への挑戦状〜さよならまでの序章（2006年、江戸川コナンの声、ナレーション）
  - 名探偵コナン 工藤新一の復活! 〜黒の組織との対決（2007年、江戸川コナンの声、ナレーション）
- 名探偵ステイホームズ（2022年、相田アタル〈少年時代・アニメパート〉）

### 特撮
- 特捜戦隊デカレンジャー（2004年、アサシン星人ジンギの声）

### 人形劇
- こどもにんぎょう劇場 「わがままな大男」（子供）
- 人形歴史スペクタクル 平家物語（安徳天皇）

### ラジオ
※はインターネット配信。
- CONAN RADIO（2011年、読売テレビ公式サイト※）
- 感伝ラジオ by日俳連（2017年、音泉※）[170]

### ラジオドラマ
- ラジメーション・魔神英雄伝ワタル3（1991年、アララン〈怪盗サンパチーノ〉 役）
- ガイア・ギア（1992年、レエ・セイアス 役）
- 青春アドベンチャー「女王の百年密室」（2003年、サエバ・ミチル 役）
  - 青春アドベンチャー「迷宮百年の睡魔」（2005年、サエバ・ミチル 役）
- 宮部みゆきラジオドラマシリーズ「ぼんくら・日暮らし」（2005年、弓之助 役）

### オーディオブック
- kikubon 銀河英雄伝説 外伝 ユリアンのイゼルローン日記（2015年、ブルース・アッシュビー元夫人）
- Audible 声優100年 声優を目指す君たちへ（2016年）
- Audible モモ（2020年、朗読）

### デジタルコミック
- comico ボイスコミック　おとなりさん以上かぞく未満（2019年、神園しんや[171]） ※アプリのみで配信
- 戦争は女の顔をしていない コミック朗読PV（2020年、アレストワ機関士[172]）

### ナレーション
- Nコンマガジン（NHK）
- ザ・少年倶楽部プレミアム（NHK BSプレミアム、レディーストークのみ）
- 寿命をのばすワザ百科（日本テレビ）
- 道徳ドキュメント（NHK教育）
- ネイバリー（TBSテレビ）
- 宿で逢いましょう2（2010年9月11日、TBSテレビ）
- マルハンCM
- くらべるくらべらー（毎日放送）
- 24時間テレビ 「愛は地球を救う」34（2011年8月21日、日本テレビ）
- 源平合戦!（2012年5月、NHK総合テレビ）
- 苦手だっていいじゃない（テレビ朝日）
- 腹ペコ!なでしこグルメ旅（テレビ東京）
- 名探偵コナン 異次元の狙撃手 公開記念特番（2014年4月29日、日本テレビ、江戸川コナン役）
- The Covers（NHK BSプレミアム、2014年4月 - ）
- 映画「名探偵コナン 業火の向日葵」公開記念榮倉奈々が解く怪盗キッドからの挑戦状!（2015年5月2日、日本テレビ、江戸川コナン役）
- 世界一受けたい授業（日本テレビ、江戸川コナン役）
- ニッポンのぞき見太郎 あなたは多数派?少数派?（2016年4月26日 - 9月20日、関西テレビ）
- 世界まる見え!テレビ特捜部春のミステリー2時間スペシャル（2016年3月21日、日本テレビ、江戸川コナン役）
- IDOM（ガリバー）「スナップハウス」CM
- 映画「名探偵コナン から紅の恋文（ラブレター）」秘めし思いを詠み解く!!（2017年4月29日、日本テレビ、江戸川コナン役）
- Yostar「アズールレーン」CM（2017年 -　）
- 劇場版「名探偵コナン ゼロの執行人」上戸彩&博多大吉のトリプルフェイスを暴く!!（2018年4月28日、日本テレビ、江戸川コナン役）
- メルセデス・ベンツ 新型Aクラス「おもしろい奴篇」CM（2018年）[173]
- 1周回って知らない話（2019年4月24日、日本テレビ、江戸川コナン役）
- 劇場版 名探偵コナン 紺青の拳 謎解き聖地巡礼inシンガポール!（2019年4月27日、日本テレビ、江戸川コナン役）
- マクドナルド ベーコンポテトパイセンズ CM（2020年3月31日 - 、アツ子パイセン役）※ラジオCMも含む[174]
- 最前線!密着警察24時（TBSテレビ）
- たけしのその時カメラは回っていた（NHK総合テレビ）
- プロフェッショナル 仕事の流儀（NHK総合テレビ）スペシャル　青山剛昌（2024年5月2日）

### その他
- あの歌がきこえる
- ゲゲゲの鬼太郎 妖怪JAPANラリー3D（鬼太郎）
- のびのびノンちゃん（リコチャン）
- ハートキャッチプリキュア! ミュージカルショー（ダークプリキュア）
- ぼくらの裁判員物語（別所翔太）
- 特許庁各種教育媒体（パテ丸）
- ポケモンカードゲームXY（門尾マナブ）
- はま寿司 タッチパネルの声（2018年2月15日 - 4月4日）

## ディスコグラフィ

### アルバム
|     | 発売日         | タイトル              | 規格品番  | オリコン最高位 |
| --- | -------------- | --------------------- | --------- | -------------- |
| 1st | 1992年12月10日 | Endless Communication | TDCD-1018 |                |
| 1st | 1998年3月21日  | Endless Communication | TDCA-2004 |                |

### キャラクターソング
| 発売日   | 商品名                                                                           | 歌 | 楽曲                                                                  | 備考                                                                       |
| 1990年   | 1990年                                                                           | 1990年 | 1990年                                                                | 1990年                                                                     |
| -------- | -------------------------------------------------------------------------------- | --- | --------------------------------------------------------------------- | -------------------------------------------------------------------------- |
| 4月21日  | 乱馬ダ☆RANMA                                                                     | 乱馬的歌劇団御一行様 | 「乱馬ダ☆RANMA」                                                      | テレビアニメ『らんま1/2』エンディングテーマ                                |
| 11月21日 | 乱馬的企画音盤II らんま1/2 歌暦（平成3年度版）                                   | 乱馬的歌劇団御一行様 | 「キャラクターズ・クリスマス」                                        | テレビアニメ『らんま1/2』関連曲                                            |
| 1991年   |                                                                                  | |                                                                       |                                                                            |
| 1月21日  | 思い出がいっぱい                                                                 | DoCo | 「思い出がいっぱい」                                                  | OVA『らんま1/2』オープニングテーマ                                         |
| 1月21日  | この世でいちばん、お正月が好き                                                   | 天道なびき（高山みなみ） | 「この世でいちばん、お正月が好き」                                    | テレビアニメ『らんま1/2』関連曲                                            |
| 3月27日  | スローステップ オリジナルサウンドトラック                                        | 中里美夏（高山みなみ） | 「君がくれた落書き」                                                  | OVA『スローステップ』関連曲                                                |
| 7月21日  | 乱馬的企画音盤III らんま1/2 DoCoファースト                                       | DoCo | 「僕たちはこれから」                                                  | OVA『らんま1/2』オープニングテーマ                                         |
| 7月21日  | 乱馬的企画音盤III らんま1/2 DoCoファースト                                       | DoCo | 「赤い靴のSUNDAY」                                                    | OVA『らんま1/2』エンディングテーマ                                         |
| 7月21日  | 乱馬的企画音盤III らんま1/2 DoCoファースト                                       | DoCo | 「うそつき」                                                          | 劇場版『らんま1/2 超無差別決戦! 乱馬チームVS伝説の鳳凰』エンディングテーマ |
| 7月21日  | 乱馬的企画音盤III らんま1/2 DoCoファースト                                       | DoCo | 「少しだけ坂道」 「彼」                                               | OVA『らんま1/2』エンディングテーマ                                         |
| 1993年   |                                                                                  | |                                                                       |                                                                            |
| 7月20日  | 忍たま乱太郎 オリジナル・サウンドトラック                                        | 忍たまファミリー | 「忍たまファミリーご紹介の段」                                        | テレビアニメ『忍たま乱太郎』関連曲                                         |
| 7月20日  | 忍たま乱太郎 オリジナル・サウンドトラック                                        | 乱太郎（高山みなみ）、きり丸（田中真弓）、しんベヱ（鈴木みえ） | 「忍たまGO! GO! らくだいSONG」                                        | テレビアニメ『忍たま乱太郎』関連曲                                         |
| 7月20日  | 忍たま乱太郎 オリジナル・サウンドトラック                                        | SAY・S & 忍たまファミリー | 「にんにん忍たま音頭」                                                | テレビアニメ『忍たま乱太郎』エンディングテーマ                             |
| 1994年   |                                                                                  | |                                                                       |                                                                            |
| 9月1日   | CDブック ふしぎ遊戯2                                                             | 柳宿（高山みなみ） | 「恋々慕情」                                                          | CDブック『ふしぎ遊戯』関連曲                                               |
| 12月8日  | 忍たま乱太郎 オリジナル・サウンドトラック                                        | 乱太郎（高山みなみ）、きり丸（田中真弓）、しんベヱ（鈴木みえ）、土井半助（関俊彦） | 「忍たま補習授業」                                                    | テレビアニメ『忍たま乱太郎』関連曲                                         |
| 12月8日  | 忍たま乱太郎 オリジナル・サウンドトラック                                        | 乱太郎（高山みなみ）、きり丸（田中真弓）、しんベヱ（鈴木みえ）、ユキ（丹下桜）、トモミ（江森浩子）、しげ（むたあきこ）                                                                               | 「友情は忘れない」                                                    | テレビアニメ『忍たま乱太郎』関連曲                                         |
| 12月8日  | 忍たま乱太郎 オリジナル・サウンドトラック                                        | 忍たまファミリー | 「世界がひとつになるまで」                                            | テレビアニメ『忍たま乱太郎』関連曲                                         |
| 12月16日 | らんま1/2 DoCo☆Second                                                            | DoCo | 「清く正しいクリスマス」                                              | OVA『らんま1/2』エンディングテーマ                                         |
| 12月16日 | らんま1/2 DoCo☆Second                                                            | DoCo | 「授業中の小学校」                                                    | OVA『らんま1/2』オープニングテーマ                                         |
| 12月16日 | らんま1/2 DoCo☆Second                                                            | DoCo | 「終わらない夏休み」                                                  | 劇場版『らんま1/2 超無差別決戦! 乱馬チームVS伝説の鳳凰』オープニングテーマ |
| 12月16日 | らんま1/2 DoCo☆Second                                                            | DoCo | 「かがやく空ときみの声」                                              | OVA『らんま1/2』オープニングテーマ                                         |
| 12月16日 | らんま1/2 DoCo☆Second                                                            | DoCo | 「恋がひとつ消えてしまったの」                                        | OVA『らんま1/2』エンディングテーマ                                         |
| 12月16日 | らんま1/2 DoCo☆Second                                                            | DoCo | 「フクザツな両想い (Live Version)」                                   | OVA『らんま1/2』オープニングテーマ                                         |
| 12月16日 | 幽☆遊☆白書 ミュージックバトル編3〜魔界伝説〜                                     | 軀（高山みなみ） | 「REBIRTH 〜再生〜」                                                  | テレビアニメ『幽☆遊☆白書』関連曲                                           |
| 1996年   |                                                                                  | |                                                                       |                                                                            |
| 1月19日  | 忍たま乱太郎 オリジナル・サウンドトラック【其ノ参】                              | 乱太郎（高山みなみ）、きり丸（田中真弓）、しんベヱ（鈴木みえ）、土井半助（関俊彦）、ヘムヘム（松尾銀三）                                                                                             | 「勇気100%（忍たまマーチング・ヴァージョン）」                        | テレビアニメ『忍たま乱太郎』関連曲                                         |
| 1月19日  | 忍たま乱太郎 オリジナル・サウンドトラック【其ノ参】                              | 乱太郎（高山みなみ）、きり丸（田中真弓）、しんベヱ（鈴木みえ）、山田伝蔵（大塚周夫） | 「正しい伝言」                                                        | テレビアニメ『忍たま乱太郎』関連曲                                         |
| 1月19日  | 忍たま乱太郎 オリジナル・サウンドトラック【其ノ参】                              | 乱太郎（高山みなみ）、きり丸（田中真弓）、しんベヱ（鈴木みえ） | 「忍たまのうた」                                                      | テレビアニメ『忍たま乱太郎』関連曲                                         |
| 1997年   |                                                                                  | |                                                                       |                                                                            |
| 3月5日   | 忍たま乱太郎 オリジナルサウンドトラック 【其の四】                               | 土井半助（関俊彦）、乱太郎（高山みなみ）、きり丸（田中真弓）、しんベヱ（鈴木みえ） | 「楽しいしりとり唄（どうぶつ編）」                                    | テレビアニメ『忍たま乱太郎』関連曲                                         |
| 3月5日   | 忍たま乱太郎 オリジナルサウンドトラック 【其の四】                               | 学園長（辻村真人）、乱太郎（高山みなみ）、きり丸（田中真弓）、しんベヱ（鈴木みえ） | 「大好き！学園長」                                                    | テレビアニメ『忍たま乱太郎』関連曲                                         |
| 10月22日 | ぼくがいる                                                                       | 伊織、江戸川コナン（高山みなみ） | 「ぼくがいる」                                                        | テレビアニメ『名探偵コナン』関連曲                                         |
| 12月17日 | 忍たま乱太郎 オリジナル・サウンドトラック【其の五】                              | 中山エミリ & 忍たまファミリー | 「世界がひとつになるまで」                                            | テレビアニメ『忍たま乱太郎』関連曲                                         |
| 12月17日 | 忍たま乱太郎 オリジナル・サウンドトラック【其の五】                              | 乱太郎（高山みなみ）、きり丸（田中真弓）、しんベヱ（鈴木みえ） | 「忍たまマーチ」                                                      | テレビアニメ『忍たま乱太郎』関連曲                                         |
| 12月17日 | 忍たま乱太郎 オリジナル・サウンドトラック【其の五】                              | 乱太郎（高山みなみ）、きり丸（田中真弓）、しんベヱ（鈴木みえ）、温泉同好会のみなさん | 「露天風呂だよ！スッポンポン」                                        | テレビアニメ『忍たま乱太郎』関連曲                                         |
| 1998年   |                                                                                  | |                                                                       |                                                                            |
| 11月26日 | TRUTH 全種購入者特典CD「TRUTH・江戸川コナンヴァージョン」                        | 江戸川コナン（高山みなみ） | 「TRUTH〜A Great Detective of Love〜」                                | テレビアニメ『名探偵コナン』関連曲                                         |
| 1999年   |                                                                                  | |                                                                       |                                                                            |
| 3月3日   | 忍たま乱太郎 続・忍たまファミリー大集合ベストセレクション                        | SPLASH & 忍たまファミリー | 「世界がひとつになるまで」                                            | テレビアニメ『忍たま乱太郎』関連曲                                         |
| 2002年   |                                                                                  | |                                                                       |                                                                            |
| 11月22日 | シャーマンキング ドラマ&キャラクターソング集 「恐山ル・ヴォワール〜au revoir〜」 | ハオ（高山みなみ） | 「陰陽の約」                                                          | テレビアニメ『シャーマンキング』関連曲                                     |
| 2004年   |                                                                                  | |                                                                       |                                                                            |
| 3月24日  | シャーマンキング S.F.O.V VI                                                      | ハオ（高山みなみ） | 「不羈独立」                                                          | テレビアニメ『シャーマンキング』関連曲                                     |
| 2005年   |                                                                                  | |                                                                       |                                                                            |
| 12月28日 | 想い出たち 〜想い出〜                                                            | 江戸川コナン（高山みなみ） | 「想い出たち 〜想い出〜」 「ぼくがいる〜コナン・ヴァージョン〜」      | テレビアニメ『名探偵コナン』関連曲                                         |
| 2006年   |                                                                                  | |                                                                       |                                                                            |
| 1月25日  | 名探偵コナン・キャラクター・ソング集 〜帝丹小学校に全員集合!!〜                  | 少年探偵団、毛利蘭（山崎和佳奈）、鈴木園子（松井菜桜子）、江戸川コナン（高山みなみ） | 「帝丹小学校校歌」                                                    | テレビアニメ『名探偵コナン』関連曲                                         |
| 1月25日  | 名探偵コナン・キャラクター・ソング集 〜帝丹小学校に全員集合!!〜                  | 少年探偵団 / 台詞：江戸川コナン（高山みなみ） | 「キャンプの歌」                                                      | テレビアニメ『名探偵コナン』関連曲                                         |
| 1月25日  | 名探偵コナン・キャラクター・ソング集 〜帝丹小学校に全員集合!!〜                  | 高山みなみ | 「いいひとに逢えたね'06」                                             | テレビアニメ『名探偵コナン』関連曲                                         |
| 1月25日  | 名探偵コナン・キャラクター・ソング集 〜帝丹小学校に全員集合!!〜                  | 毛利蘭（山崎和佳奈）、鈴木園子（松井菜桜子）、江戸川コナン（高山みなみ） | 「乙女ゴコロ（カラオケルームにて）」                                  | テレビアニメ『名探偵コナン』関連曲                                         |
| 1月25日  | 名探偵コナン・キャラクター・ソング集 〜帝丹小学校に全員集合!!〜                  | 江戸川コナン（高山みなみ） | 「いいひとに逢えたね'06（コナン・ヴァージョン）」                     | テレビアニメ『名探偵コナン』関連曲                                         |
| 2007年   |                                                                                  | |                                                                       |                                                                            |
| 7月25日  | 今日からマ王! キャラクターソングアルバム みんなのうた                            | フォンカーベルニコフ卿アニシナ（高山みなみ） | 「Roca〜本能という名の衝動〜」                                        | テレビアニメ『今日からマ王!』関連曲                                        |
| 7月25日  | 今日からマ王! キャラクターソングアルバム みんなのうた                            | 眞魔国王立合唱団 | 「約束」                                                              | テレビアニメ『今日からマ王!』関連曲                                        |
| 9月26日  | いたずら                                                                         | 鬼太郎（高山みなみ） | 「いたずら」                                                          | テレビアニメ『ゲゲゲの鬼太郎』関連曲                                       |
| 9月27日  | CLAYMORE INTIMATE PERSONA 〜キャラクターソング集〜                               | イレーネ（高山みなみ） | 「疾風」                                                              | テレビアニメ『CLAYMORE』関連曲                                             |
| 2010年   |                                                                                  | |                                                                       |                                                                            |
| 2月19日  | ゲゲゲの鬼太郎・妖怪パラパラ                                                     | 鬼太郎（高山みなみ）、目玉おやじ（田の中勇）、ネコ娘（今野宏美）、ねずみ男（高木渉）、一反もめん（八奈見乗児）、かわうそ（丸山優子）、ろくろ首（豊嶋真千子）、アマビエ（池澤春菜）、呼子（中山さら） | 「ゲゲゲの鬼太郎・妖怪パラパラ」                                      | テレビアニメ『ゲゲゲの鬼太郎』関連曲                                       |
| 2012年   |                                                                                  | |                                                                       |                                                                            |
| 1月25日  | 戦姫絶唱シンフォギア キャラクターソング1 ツヴァイウィング                        | ツヴァイウィング | 「逆光のフリューゲル」 「ORBITAL BEAT」                               | テレビアニメ『戦姫絶唱シンフォギア』挿入歌                                 |
| 3月28日  | 戦姫絶唱シンフォギア キャラクターソング5 天羽奏                                  | 天羽奏（高山みなみ） | 「君ト云ウ 音奏デ 尽キルマデ」                                        | テレビアニメ『戦姫絶唱シンフォギア』挿入歌                                 |
| 2014年   |                                                                                  | |                                                                       |                                                                            |
| 3月5日   | 戦姫絶唱シンフォギアG オリジナルサウンドトラック6                                | 立花響（悠木碧）、風鳴翼（水樹奈々）、雪音クリス（高垣彩陽）、マリア・カデンツァヴナ・イヴ（日笠陽子）、月読調（南條愛乃）、暁切歌（茅野愛衣）、天羽奏（高山みなみ）                                 | 「虹色のフリューゲル」                                                | テレビアニメ『戦姫絶唱シンフォギアG』挿入歌                                |
| 2015年   |                                                                                  | |                                                                       |                                                                            |
| 8月5日   | Notes of School Idol Days 〜Curtain Call〜                                       | 女性シンガー（高山みなみ） | 「As Time Goes By」                                                   | 劇場アニメ『ラブライブ!The School Idol Movie』挿入歌                       |
| 2018年   |                                                                                  | |                                                                       |                                                                            |
| 8月29日  | 戦姫絶唱シンフォギアXD UNLIMITED キャラクターソングアルバム1                     | 天羽奏（高山みなみ） | 「逆光のリゾルヴ」                                                    | ゲーム『戦姫絶唱シンフォギアXD UNLIMITED』関連曲                           |
| 2019年   |                                                                                  | |                                                                       |                                                                            |
| 12月4日  | 戦姫絶唱シンフォギアXD UNLIMITED キャラクターソングアルバム2                     | ツヴァイウィング | 「逆光のフリューゲル（Ver.双翼のシリウス）」 「双翼のウイングビート」 | ゲーム『戦姫絶唱シンフォギアXD UNLIMITED』関連曲                           |
| 12月4日  | 戦姫絶唱シンフォギアXD UNLIMITED キャラクターソングアルバム2                     | 立花響（悠木碧）、マリア・カデンツァヴナ・イヴ（日笠陽子）、天羽奏（高山みなみ） | 「光槍・ガングニール」                                                | ゲーム『戦姫絶唱シンフォギアXD UNLIMITED』関連曲                           |

### その他参加楽曲
| 発売日         | 商品名                                         | 歌           | 楽曲                                        | 備考                                                    |
| -------------- | ---------------------------------------------- | ------------ | ------------------------------------------- | ------------------------------------------------------- |
| 1995年10月5日  | それゆけ!宇宙戦艦ヤマモト・ヨーコ WAVE:1       | 高山みなみ   | 「宇宙のすべてを手に入れろ」                | ドラマCD『それゆけ!宇宙戦艦ヤマモト・ヨーコ』関連曲     |
| 1996年9月21日  | CAROL-K 〜Graduater〜                          | 高山みなみ   | 「CAROL（CAROL'S THEME ll）」               | 漫画『CAROL-K』関連曲                                   |
| 1997年5月3日   | それゆけ!宇宙戦艦ヤマモト・ヨーコII WAVE:1     | 高山みなみ   | 「FLY TO MY “S”」                           | ドラマCD『それゆけ!宇宙戦艦ヤマモト・ヨーコII』関連曲   |
| 1999年9月3日   | それゆけ!宇宙戦艦ヤマモト・ヨーコ Action-2     | 高山みなみ   | 「Hello,my blue」                           | テレビアニメ『それゆけ!宇宙戦艦ヤマモト・ヨーコ』関連曲 |
| 2000年5月17日  | アニパラ                                       | MINAMI VOICE | 「キューティーハニー」                      |                                                         |
| 2000年7月12日  | キューティーハニー from the album アニパラ     | MINAMI VOICE | 「キューティーハニー (ORIGINAL MIX)」       | アルバム『アニパラ』からのシングルカット                |
| 2000年7月26日  | DANCE INFINITY Presents 9 LOVE J CD            | MINAMI VOICE | 「キューティーハニー (MILLENNIUM MIX)」     |                                                         |
| 2000年12月13日 | DANCE∞INFINITY Series                          | MINAMI VOICE | 「キューティーハニー (NEW GENERATION MIX)」 |                                                         |
| 2001年3月22日  | アニパラ3 〜TECHNO REMIXES FILE〜              | MINAMI VOICE | 「キューティーハニー (NEO TECHNO MIX)」     |                                                         |
| 2010年8月25日  | anim.o.v.e 02                                  | m.o.v.e      | 「JUPITER ∞ feat. 高山みなみ」              |                                                         |
| 2014年8月13日  | パチスロ「バーチャファイター」サウンドトラック | 高山みなみ   | 「約束の空」                                |                                                         |